# Sébastien Flute
Sébastien Flute, född 25 mars 1972, är en fransk idrottare som tog guld i bågskytte vid olympiska sommarspelen 1992 i Barcelona.